# Teatercentrum
Den Selvejende Institution Teatercentrum i Danmark er Danmarks officielle kompetencecenter for udbredelse og formidling af scenekunst for børn og unge. Teatercentrum står bl.a. bag følgende aktiviteter og produkter:
- Den årlige Aprilfestival.
- Teateravisen – en internetportal med nyheder, information, anmeldelser etc.
- Den Røde Brochure – en oversigt over teaterforestillinger for børn og unge.

Teatercentrums drift er primært baseret på tilskud fra Kulturministeriet.